# Tatort: Filmriss
Filmriss ist ein Fernsehfilm aus der Fernseh-Kriminalreihe Tatort der ARD und des ORF. Es ist der fünfte gemeinsame Fall des Berliner Ermittlerduos Ritter und Stark. Der SFB produzierte den Film unter der Regie von Ralph Bohn und wurde am 18. August 2002 in Das Erste zum ersten Mal gesendet.

## Handlung
In einem Supermarkt stößt Ritter buchstäblich mit der sehr attraktiven Kareen zusammen. Spontan verabreden sie sich in einem Club und wollen auch die Nacht miteinander verbringen. Am nächsten Morgen wacht Ritter benommen auf der Straße auf, als sein Telefon klingelt. Stark bestellt ihn zu einem Mordfall in die Bellevuestraße. Als er dort eintrifft, muss er feststellen, dass „seine“ Kareen erwürgt im Bett liegt. Erschrocken versucht er alle Indizien, die auf ihn hinweisen könnten, zu beseitigen. Aufgrund seiner Verfassung ist ihm klar, dass ihm jemand etwas in sein Trinkglas getan haben muss. Doch er spricht mit niemandem darüber, sondern begibt sich allein auf die Suche nach der Wahrheit. Zunächst versucht er im Supermarkt den vollen Namen der Frau herauszufinden. Da sie dort mit EC-Karte bezahlt hatte, gelingt ihm das und er kann so auch die Adresse erfahren. Dort forscht er nach und trifft auf Kareens Mitbewohnerin Sarah. Sie ist Schauspielerin, ebenso wie Kareen.
Felix Stark verfolgt die Spuren der letzten Nacht des Opfers. Dabei findet er schnell zu dem Club, in welchem Kareen zuletzt gesehen wurde. Die Bardame erinnert sich sehr gut an ihre männliche Begleitung und Stark lässt ein Phantombild mit ihrer Hilfe anfertigen. Er erkennt darin sofort seinen Kollegen Ritter und lenkt die Befragung der Zeugin in eine andere Richtung, um Ritter zu schützen. Er versucht ihn zur Rede zu stellen, doch Ritter gibt an, dass er sich an nichts mehr erinnern kann und jemand ihm womöglich etwas anhängen will. Daraufhin begeben sie sich gemeinsam zu dem Regisseur Alexander Barold, für den Kareen zuletzt gearbeitet hat. Als er von ihrem Tod erfährt, macht er sich Vorwürfe, denn die Wohnung, in der sie aufgefunden wurde, gehört ihm und sie hätte dort etwas für ihn holen sollen. Deshalb hatte sie seinen Wohnungsschlüssel. Ein privates Verhältnis zu dem Opfer leugnet er.
Während Ritter gerade als Zeuge in einem Mordprozess aussagen soll, bei dem es um die Anklage gegen Dr. Meister geht, der seine Frau erschossen haben soll und der durch Ritter verletzt wurde, begibt sich Stark zur Wohnung des Opfers. Dort trifft auch er auf die Mitbewohnerin Sarah, die Stark davon berichtet, dass ihre Freundin gelegentlich als Lockvogel für eine Seitensprung-Agentur arbeitete. Der Auftraggeber wäre ein Leon Mickler. Mit dem verabredet sich Stark, doch bringt ihn das auf der Suche nach dem Mörder nicht so recht weiter. Kurzzeitig hält er sogar Kareens Mitbewohnerin Sarah für fähig, ihre Freundin umgebracht zu haben, schließlich hat sie nun deren Filmrolle geerbt.
Da Ritter mittlerweile ernsthaft unter Mordverdacht zu geraten droht, bittet er Stark, mit zu der Gerichtsverhandlung zu kommen, bei der er der einzige Belastungszeuge gegen Meister ist. Die Verteidigerin versucht für ihren Mandanten einen Freispruch zu erwirken und so kommen ihr die Ereignisse um Ritter sehr gelegen. Damit ist für Ritter klar, dass Meister dahinter steckt, um ihn als Zeugen unglaubwürdig zu machen.
Aufgrund eines positiven DNA-Abgleichs vom Tatort muss Ritter tatsächlich in U-Haft genommen werden. Dort trifft er auf Meister, der ihn sehr überheblich begrüßt und beim Schachspiel zu verstehen gibt, dass es im Leben immer Bauernopfer gäbe. Manchmal sogar zwei. Seine, Ritters, Schwäche für Frauen hätte ihm jetzt die Möglichkeit gegeben, seine Lage zu verbessern.
Nach der Gerichtsverhandlung ist auch Stark davon überzeugt, dass Meister hinter der Verschwörung steckt. Durch den Mord hat er nicht nur seinen Freispruch erwirkt, sondern sich gleichzeitig an Ritter gerächt, da Meister damals körperlichen Schaden davon getragen hatte. Während er herausfindet, dass Mickler dringend eine neue Niere für sich braucht und sich diese offensichtlich als Gegenleistung für den Mord an Kareen über Meister verschafft, gelingt Ritter die Flucht aus der U-Haft. Ritter und Stark sind beide auf dem Weg zu Mickler, der jedoch flüchtet und dabei zu Tode kommt. Er kann Ritter zwar noch zu verstehen geben, dass er für Meister Kareen getötet hat, doch nützt dieses Geständnis ohne Zeugen nichts. So begeben sich die Ermittler zu Meisters Anwesen, wo er gerade allein mit seiner Verteidigerin ist. Sie hatte ein Gespräch belauscht, wonach sie nun an der Unschuld ihres Mandanten zweifeln musste. Als sie ihn zur Rede stellen wollte, brachte er sie in seine Gewalt. Nun droht er sie und den gerade eintreffenden Ritter zu erschießen, doch Stark gelingt es, Meister mit einem Schuss durch ein Fenster außer Gefecht zu setzen.

## Hintergrund
Filmriss wurde von ProVobis Film im Auftrag des Sender Freies Berlin (SFB) produziert, der 2003 mit dem ORB zum Rundfunk Berlin-Brandenburg (RBB) fusionierte und seitdem einen Doppelsitz in Potsdam-Babelsberg und Berlin-Charlottenburg hat. Die Dreharbeiten erfolgten in Berlin.

## Rezeption

### Einschaltquoten
Bei seiner Erstausstrahlung am 18. August 2002 wurde die Folge Filmriss in Deutschland von
6,94 Millionen Zuschauer gesehen, was einem Marktanteil von 25,20 Prozent entsprach.

### Kritik
Die Kritiker der Fernsehzeitschrift TV Spielfilm finden, dieser Tatort hat: „Klassischer Plot, gut besetzt, sicher inszeniert. Fazit: Ansehnlich gemachter Berlin-Reißer.“